# Función Judicial
La Función Judicial es una de las cinco funciones o poderes en los que se encuentra dividido el Estado ecuatoriano. La Función Judicial está compuesta por los diferentes órganos jurisdiccionales —quienes son los encargados de la administración de justicia—, auxiliares y autónomos reconocidos constitucionalmente. El órgano jurisdiccional de mayor jerarquía es la Corte Nacional de Justicia, mientras que el órgano de gobierno y administración de esta función es el Consejo de la Judicatura.
Debido al principio de separación de funciones, la Función Judicial mantiene autonomía administrativa, económica y financiera con respecto a las demás funciones (ejecutiva, legislativa, electoral y de transparencia); sin embargo, las principales autoridades de los órganos son posesionados por la Asamblea Nacional y evaluados por el Consejo de Participación Ciudadana y Control Social. En adición, el órgano de mayor jerarquía en toda estructura estatal, la Corte Constitucional, no forma parte de la Función Judicial y de ninguna otra función; y es el único que puede administrar justicia constitucional.
La constitución ecuatoriana vigente reconoce varios tipos de justicia a más de la convencional (u ordinaria), tales como la indígena, la constitucional y la electoral. La Función Judicial solo administra la justicia ordinaria, consistente en primera instancia, segunda instancia o de apelación y la casación; estableciéndose que en cuanto a la justicia indígena impartida por las autoridades de las comunas indígenas ancestrales, los procesos de jurisdicción indígena deben ser respetados por los jueces de justicia ordinaria, declinando su competencia en caso de avocar conocimiento de ellos.
La Constitución en su artículo 167 señala que «La potestad de administrar justicia emana del pueblo y se ejerce por los órganos de la Función Judicial y por los demás órganos y funciones establecidos en la Constitución».

## Justicia ordinaria

### Estructura
La Función Judicial está conformada por órganos jurisdiccionales, auxiliares y autónomos. Los órganos jurisdiccionales son la Corte Nacional de Justicia, los cortes provinciales de justicia y los tribunales y juzgados de primer nivel; estos son los únicos que tienen jurisdicción, es decir, la potestad de administrar justicia. Los órganos auxiliares son las notarías, los martilladores y depositarios judiciales. Los órganos autónomos son la Defensoría Pública y la Fiscalía General del Estado. Adicionalmente, el ente de gobierno, administración, vigilancia y disciplina es el Consejo de la Judicatura.
| Órgano                         | Primera autoridad                              | Otras autoridades.                        | Ref. |
| ------------------------------ | ---------------------------------------------- | ----------------------------------------- | ---- |
| Corte Nacional de Justicia     | Presidente: Iván Saquicela Rodas               | Presidenta subrrogante: María Rosa Larrea |      |
| Consejo de la Judicatura       | Presidente: María del Carmen Maldonado         |                                           |      |
| Fiscalía General del Estado    | Fiscal General del Estado: Diana Salazar       |                                           |      |
| Defensoría Pública del Ecuador | Defensor Público General: Ángel Torres Machuca |                                           |      |

### Órganos jurisdiccionales

#### Corte Nacional de Justicia
La Corte Nacional de Justicia es el órgano jurisdiccional de mayor jerarquía en la Función Judicial y en todo el país. Funciona como una corte suprema y tribunal de casación, es decir, conoce procesos judiciales de personas con fuero nacional, tiene iniciativa legislativa, generan jurisprudencia obligatoria con sus fallos de triple reiteración, y revisa los recursos de casación sobre temas de legalidad y debido proceso en causas judiciales de cortes, juzgados o tribunales inferiores, así como otros recursos.
La Corte Nacional de Justicia está integrada por 21 jueces, quienes se organizan en salas especializadas. Son designados por el Consejo de la Judicatura para un periodo de 9 años, conforme a un procedimiento de concursos de oposición y méritos, con impugnación y control social. No pueden ser reelectos y se renuevan por tercios cada tres años, y de entre ellos eligen un presidente, quien a su vez representará a toda la Función Judicial. Cesan en sus puestos de conformidad a lo dispuesto en el Código Orgánico de la Función Judicial. Su sede se encuentra en la ciudad de Quito.
Para ser juez de la Corte Nacional de Justicia, además de los requisitos de idoneidad que determina el Código Orgánico, se requiere:
1. Ser ecuatoriano y hallarse en goce de los derechos de participación política.
2. Tener título de abogado legalmente reconocido en el país.
3. Haber ejercido con probidad notoria la profesión de abogada o abogado, la judicatura o la docencia universitaria en ciencias jurídicas por un lapso mínimo de diez años.

#### Cortes Provinciales de Justicia

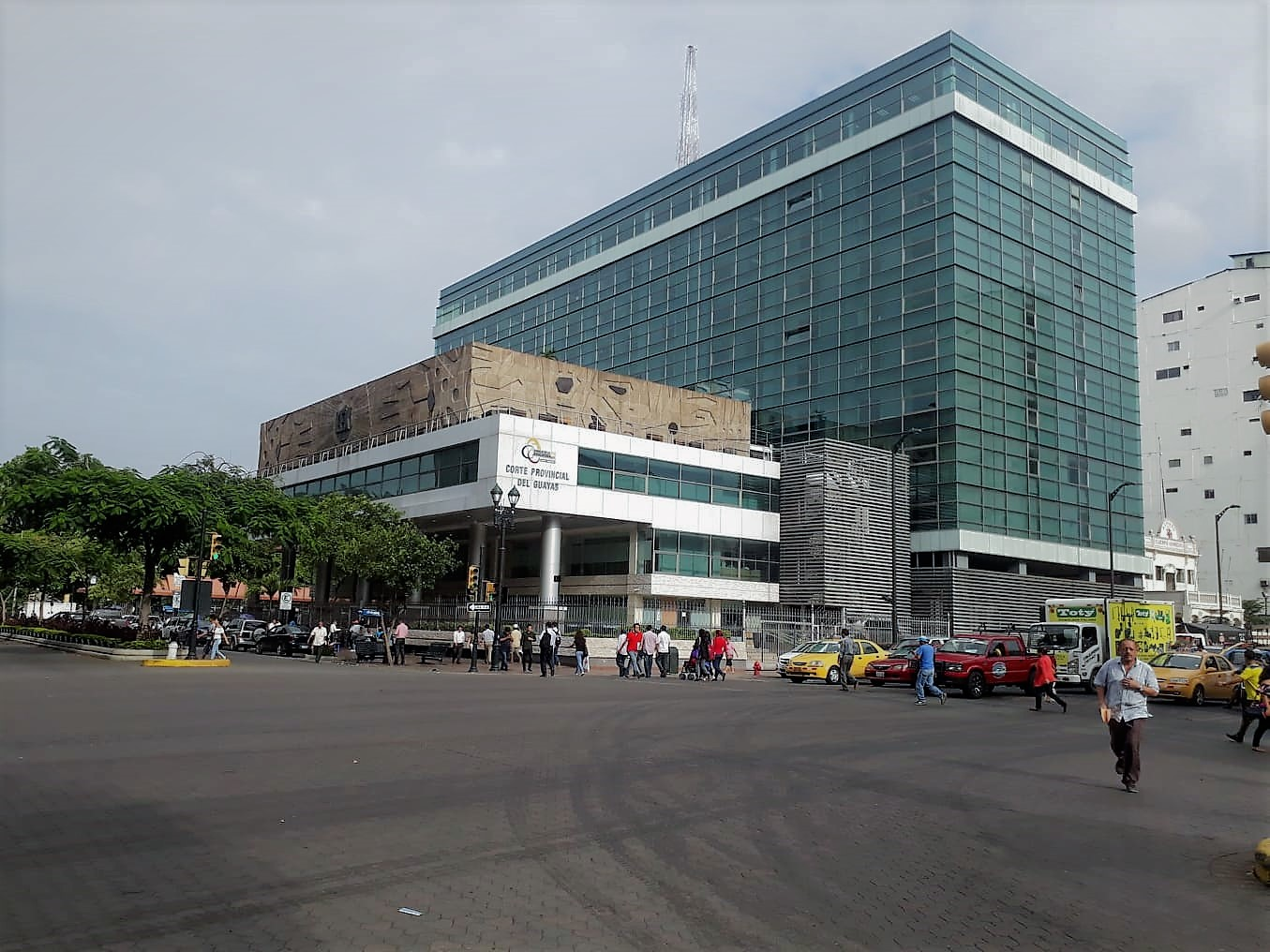
Palacio de Justicia de Guayaquil, sede de la Corte Provincial de Justicia del Guayas

Las Cortes Provinciales de Justicia son tribunales o cortes de apelación o alzada que se colocan como los órganos jurisdiccionales de rango inmediatamente inferior a la Corte Nacional de Justicia. Reemplazaron a las anteriores Cortes Superiores de Justicia luego de la aprobación de la constitución ecuatoriana de 2008. La estructura de cada corte provincial varía y es regulada por el Consejo de la Judicatura; sin embargo, de manera similar a la Corte Nacional, los jueces provinciales se agrupan en salas especializadas por materia (penal, civil, laboral, entre otros). Las cortes provinciales están integradas por el número de jueces necesarios para atender las causas, según lo resuelva motivadamente el Consejo de la Judicatura. Provendrán de la carrera judicial, el libre ejercicio
profesional y la docencia universitaria, de acuerdo a los resultados vinculantes de los concursos de oposición y méritos.  Existe una corte provincial por cada una de las 24 provincias en las que se encuentra subdividido el Ecuador, y tienen sus sedes en la capital de cada provincia.
Los jueces de las cortes provinciales tienen competencia para conocer los procesos judiciales que involucren a personas con fuero provincial, tales como alcaldes; así como resolver los recursos de apelación interpuestos en los procesos provinientes de tribunales y juzgados de primera instancia.
Para ser juez de las cortes provinciales se requerirá:
1. Ser ecuatoriano en goce de los derechos de participación política.
2. Tener título de abogado legalmente reconocido en el país.
3. Haber ejercido con probidad notoria la profesión de abogado o la docencia universitaria por el lapso mínimo de siete años; si proviene de la judicatura se encontrará por lo menos en la tercera categoría.
4. Cumplir con los demás requisitos necesarios para ser juez.

#### Juzgados y tribunales de primera instancia
Los órganos jurisdiccionales de primer nivel son los juzgados y tribunales comunes en los que se tramitan los procesos judiciales que involucran a personas sin ningún tipo de fuero. De acuerdo a la constitución ecuatoriana de 2008, en cada cantón debe conformarse al menos una unidad judicial. En los cantones de menor población se organizan unidades judiciales multicompetentes, mientras que en los cantones cuyas cabeceras cantonales son grandes ciudades existen unidades judiciales especializadas en cada material (penal, civil y mercantil, laboral, de familia, etc.).

### Juzgados de paz
Los jueces de paz deben resolver en equidad y tienen competencia exclusiva y obligatoria para conocer aquellos conflictos individuales, comunitarios, vecinales y contravenciones, que sean sometidos a su jurisdicción, de conformidad con la ley. En ningún caso pueden disponer la privación de la libertad ni prevalecerse sobre la justicia indígena. Deben utilizar mecanismos de conciliación, diálogo, acuerdo amistoso y otros practicados por la comunidad para adoptar sus resoluciones, que garantizarán y respetarán los derechos reconocidos por la Constitución. No se requiere del patrocinio de abogado. Deben tener su domicilio permanente en el lugar donde ejercen su competencia y contar con el respeto, consideración y apoyo de la comunidad. Son elegidos por su comunidad, mediante un proceso cuya responsabilidad corresponde al Consejo de la Judicatura y permanecen en funciones hasta que la propia comunidad decida su remoción, de acuerdo con la ley. Para ser juez de paz no se requiere ser profesional en Derecho.

### Consejo de la Judicatura
El Consejo de la Judicatura es el órgano de gobierno, de administración, de vigilancia y disciplinario de la Función Judicial; por lo tanto, sus decisiones regulan la funcionabilidad de las autoridades y servidores públicos de los diversos órganos, así como la fijación de ciertas tasas y reglamentos menores; sin embargo, no tiene facultad jurisdiccional (juzgar o ejecutar lo juzgado), ni de acusación o defensa dentro de un proceso. El Consejo de la Judicatura está integrado por 5 vocales, de entre los cuales escogen un presidente.

### Órganos auxiliares
Según el art. 178 de la Constitución, los órganos auxiliares son «el servicio notarial, los martilladores judiciales, los depositarios judiciales y los demás que determine la ley».

### Órganos autónomos

#### Fiscalía General del Estado

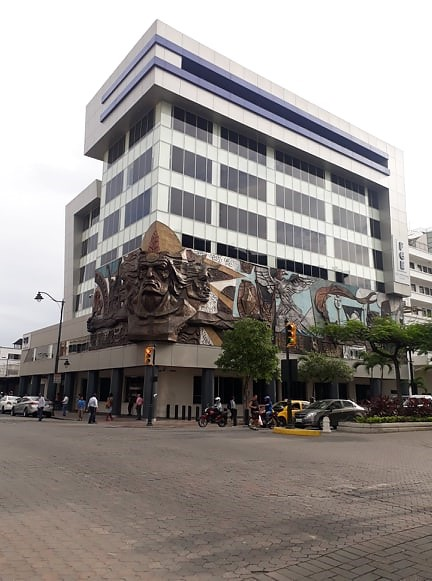
Edificio Montecristi, una de las sedes de la Fiscalía Provincial del Guayas y Galápagos, en la ciudad de Guayaquil.

La Fiscalía General del Estado es el órgano autónomo de la Función Judicial que ejerce las funciones de ministerio público, es decir, es el encargado de dirigir dentro de las investigaciones previas al proceso penal y las instrucciones fiscales dentro del proceso en los casos de presuntas ejecuciones de delitos o contravenciones, con el objetivo de determinar la participación, culpabilidad, imputabilidad y nexo causal de los denunciados o procesados en los hechos denunciados en base de elementos de convicción (pruebas); y por lo tanto sus tareas primordiales son la formulación de cargos o el desistimiento de las investigaciones en la fase preprocesal; y, la acusación o abstención de acusación en el proceso penal, el cual a su vez es dirigido por el órgano jurisdiccional competente (juez competente en materia penal).
A pesar de que es una sola institución, la FGE tiene en cada provincia una fiscalía provincial, cuyas sedes se encuentran generalmente en las ciudades capitales provinciales. En el caso de la provincia de Galápagos, la entidad se encuentra fusionada con la de Guayas. Las fiscalías provinciales también tienen varias dependencias en la mayoría de los cantones de la provincia; sin embargo por temas de infraestructura y financiación, a veces las fiscalías de cantones aledaños y de la capital provincial asumen las investigaciones de los procesos judiciales en cantones que no poseen una fiscalía.

#### Defensoría Pública
Bajo el principio constitucional del derecho a la defensa, toda persona necesita a ser patrocinado por un profesional del Derecho (abogados) para que le asista en la defensa de sus derechos e intereses. Los abogados en el libre ejercicio de su profesión manejan independientemente la cotización por sus patrocinios, asesorías, y representaciones; sin embargo, las personas de escasos recursos económicos que no puedan costear los gastos de un defensor privado pueden obtener el patrocinio de un defensor público financiado por el Estado.
La Defensoría Pública es uno de los órganos autónomos de la Función Judicial cuya finalidad es proveer asistencia y representación jurídica a personas que no pueden acceder a los servicios de abogados privados, con lo cual se garantiza que todas las personas puedan tener acceso a una defensa técnica.